# Le Vrai-faux Journal

Le Vrai-faux Journal de France Inter est une ancienne émission radiophonique humoristique française, diffusée quotidiennement à partir de la rentrée 1990 sur la station de radio publique France Inter. Diffusée entre 11 heures et midi, animée par Claude Villers et une équipe d'animateurs, l'émission était une parodie de journal et revenait, de manière humoristique, sur l'actualité du moment. 
L'émission a notamment vu débuter Isabelle Motrot, Laurent Ruquier et Pascal Brunner.
Elle est remplacée en 1991 par l'émission Rien à cirer animée par Laurent Ruquier.

## Animateurs
L'émission comptait parmi ses animateurs Claude Villers, présentateur, l'imitateur Pascal Brunner, Isabelle Motrot, Laurent Ruquier, Virginie Lemoine, Laurent Gerra et Laurent Tastet.
De nombreuses références humoristiques sont faites dans l'émission à Jean-Luc Hees, alors journaliste de France Inter, en donnant son nom (déformé) à certains animateurs pour leurs interventions (Jean-Luc Essoreuse, Estafette, Esméralda, etc.).